# A.C.Camargo Cancer Center
O A.C.Camargo Cancer Center (antigo Hospital A.C.Camargo, apelidado pela sociedade de Hospital do Câncer) é um hospital oncológico localizado no bairro da Liberdade na cidade de São Paulo. É especializado no diagnóstico, tratamento e pesquisa de câncer em humanos.

## História
Mantenedora do Hospital do Câncer de São Paulo, a Fundação Antônio Prudente é o embrião da própria instituição hospitalar.
Em 1934, o Prof. Dr. Antonio Cândido de Camargo, da Faculdade de Medicina da USP, lançou a semente da Associação Paulista de Combate ao Câncer. A APCC teve seu primeiro estatuto social em 1936 e buscava combater os tumores malignos através de assistência médica hospitalar, difusão de informação, preparo de educadores voluntários e leigos e aperfeiçoamento de médicos e técnicos na área de Oncologia.
Antônio Prudente, cirurgião, discípulo de A. C. Camargo, trazia consigo a ideia de fundar um hospital para tratar o câncer. Em 1943 conseguiram-se os primeiros 100 contos de Réis. Depois vieram as campanhas para a arrecadação de fundos, com destaque para o donativo oferecido pelo Comendador Martinelli, tratado pelo cirurgião Prudente, de 1.000 Contos de Réis.
Em 1946, a jornalista Carmem Prudente, já então casada com Antônio, cria a Rede Feminina de Combate ao Câncer e envolve boa parcela da população de São Paulo em torno da construção do hospital. Um jovem estudante de Medicina, Humberto Torloni, filho de imigrantes italianos, vence o concurso de arrecadação de fundos e como premio ganha uma bolsa de estudos nos Estados Unidos, quando volta ao Brasil oferece-se a fazer parte da equipe da Fundação Antonio Prudente, tornando-se nos dias de hoje um grande e renomado icone do Hospital A. C. Camargo. No dia 23 de abril de 1953 entrava em funcionamento o Instituto Central - Hospital A. C. Camargo. Era o 1º. hospital de São Paulo erguido pela população e voltado para ela, sem distinções.
O corpo clínico do Hospital era constituído de 54 médicos efetivos, selecionados por Prudente. Compunham também a equipe cinco consultantes e 16 médicos residentes, distribuídos em 5 departamentos: Cirurgia (três serviços), Medicina, Radiologia, Anatomia patológica e Patologia Clínica. No ano de 1955 formava-se a 1ª turma de Residência Médica. Em 21 de novembro de 1961 o Hospital é considerado Instituto Complementar da USP e a Residência Médica como curso de Extensão Universitária, credenciada oficialmente pelo MEC.
No ano de 1973 a APCC é transformada em Fundação Antônio Prudente, hoje entidade filantrópica reconhecida oficialmente. Seu Conselho Curador elege, periodicamente, a Diretoria Executiva do Hospital e supervisiona sua gestão.
O Hospital do Câncer A. C. Camargo e a Fundação Antônio Prudente fizeram do Brasil um dos países de destaque no diagnóstico do câncer, tratamento e pesquisas sobre o câncer.
No dia 14 de Maio de 2013 teve seu nome alterado para A.C.Camargo Cancer Center, buscando referência internacional como centro oncológico que atua nas frentes de prevenção, tratamento, ensino e pesquisa.